# 克勞德·雷恩斯
克勞德·雷恩斯（英語：William Claude Rains，1889年11月10日—1967年5月30日）是一名美国演员。他曾四次被提名为奥斯卡最佳男配角，在出演电影角色之前他已经在舞台剧中获得了相当的成功。在银幕上他则以他独特的嗓音和经常出演反派人物而出名。

## 生平
克勞德·雷恩斯出生于伦敦，他的父亲是一名舞台剧演员。11岁他就已经登台演出，后来他成为了一名舞台经理。1913年他来到了美国，第一次世界大战的时候他又回到了英国，参加了伦敦苏格兰军团（London Scottish Regiment）。他在法国受到了毒气攻击，导致他的一只眼睛失去了部分视力。在战争期间，他的军衔从一名士兵一直提升到了上尉。战争结束后他回到了舞台上，进入了皇家戏剧艺术学院，不久之后他成为了这家学院的一名教师。20年代他回到美国，后来参加过环球电影公司的试镜由此获得了在好莱坞演出的机会。而他最繁忙的一段时光是在华纳兄弟公司度过的，这段时间出演的角色既有反派也有绅士。1940（《史密斯先生到华盛顿》）、1944（《卡萨布兰卡》）、1945（《斯克平顿先生》）以及1947年（《美人計》）他被四次提名为奥斯卡最佳男配角奖但是从来没有获奖。1951年他回到百老汇后又再度获得成功，这次他终于获得了东尼奖的最佳男主角奖。他出演了超过60部电影，50年代和60年代中也表演了许多电视节目。1967年5月30日，他因为肠道出血去世，死的时候为77岁。
一生之中，克勞德·雷恩斯一共经历了6段婚姻。不过除了第3段超过10年，第4段超过20年外其它的几次婚姻都非常短暂。1938年克勞德·雷恩斯同自己的第四任妻子生下了唯一的一个孩子。